# Canton de La Rochette
Le canton de La Rochette est une ancienne division administrative française, située dans le département de la Savoie et la région Rhône-Alpes.
Il disparait en 2015 à la suite du redécoupage cantonal de 2014.

## Composition
Le canton de La Rochette regroupait les communes suivantes :
| Nom                     | Code Insee | Intercommunalité  | Superficie (km2) | Population (dernière pop. légale) | Densité (hab./km2) |
| ----------------------- | ---------- | ----------------- | ---------------- | --------------------------------- | ------------------ |
| Arvillard               | 73021      | CC Cœur de Savoie | 29,28            | 842 (2014)                        | 29                 |
| Bourget-en-Huile        | 73052      | CC Cœur de Savoie | 6,79             | 148 (2014)                        | 22                 |
| La Chapelle-Blanche     | 73075      | CC Cœur de Savoie | 4,13             | 546 (2014)                        | 132                |
| La Croix-de-la-Rochette | 73095      | CC Cœur de Savoie | 3,04             | 346 (2014)                        | 114                |
| Détrier                 | 73099      | CC Cœur de Savoie | 2,25             | 419 (2014)                        | 186                |
| Étable                  | 73111      | CC Cœur de Savoie | 2,70             | 383 (2014)                        | 142                |
| Le Pontet               | 73205      | CC Cœur de Savoie | 8,66             | 137 (2014)                        | 16                 |
| Presle                  | 73207      | CC Cœur de Savoie | 11,58            | 428 (2014)                        | 37                 |
| La Rochette             | 73215      | CC Cœur de Savoie | 4,66             | 3 693 (2014)                      | 792                |
| Rotherens               | 73217      | CC Cœur de Savoie | 1,74             | 353 (2014)                        | 203                |
| La Table                | 73289      | CC Cœur de Savoie | 14,85            | 451 (2014)                        | 30                 |
| La Trinité              | 73302      | CC Cœur de Savoie | 4,88             | 336 (2014)                        | 69                 |
| Le Verneil              | 73311      | CC Cœur de Savoie | 7,52             | 92 (2014)                         | 12                 |
| Villard-Sallet          | 73316      | CC Cœur de Savoie | 3,14             | 285 (2014)                        | 91                 |

## Représentation

### Conseillers généraux (1861-2015)
| Période                                  | Période      | Identité              | Étiquette           | Qualité |
| ---------------------------------------- | ------------ | --------------------- | ------------------- | --- |
| 1861                                     | 1864         | Maurice-Philibert Rey |                     | Maire de La Rochette (1860-1865 et 1881-1882)                                                                    |
| 1864                                     | 1871         | Jean-Baptiste Obry    |                     | Propriétaire et géomètre à La Rochette, conseiller d'arrondissement                                              |
| 1871                                     | 1877         | François Falquet      | Droite              | Ancien greffier à Chambéry                                                                                       |
| 1877                                     | 1895         | François Milan        | Républicain         | Propriétaire à Chambéry                                                                                          |
| 1895                                     | 1901         | Léopold Arnaud        | Républicain         | Docteur-médecin à La Rochette                                                                                    |
| 1901                                     | 1907         | Gaspard Dijoud        | Rad.                | Industriel, maire de La Rochette (1898-1908)                                                                     |
| 1907                                     | 1940         | François Milan        | Rad.                | -Notaire -Maire de La Rochette (1910-1944) -Sénateur (1914-1945)                                                 |
|                                          |              |                       |                     | |
| 1942                                     | 1945         | Charles Gianinaz      | Rad.                | Minotier, conseiller municipal de La Rochette Conseiller d'arrondissement Nommé conseiller départemental en 1942 |
|                                          |              |                       |                     | |
| 1945                                     | 1958         | Marcel Champiot       | PCF                 | Ancien résistant Maire de La Rochette (1945-1947)                                                                |
| 1958                                     | 1976 (décès) | Albert Rey            | Rad. puis Centriste | - Directeur aux Tanins Rey - Conseiller régional - Maire de La Rochette (1959-1976)                              |
| 1976                                     | 1982         | Michel Lozac'hmeur    | DVD                 | Maire d'Arvillard (1965-1977)                                                                                    |
| 1982                                     | 2008         | François Peillex      | UDF puis UMP        | - Médecin - Vice-Président du Conseil Général - Conseiller municipal de La Rochette                              |
| 2008                                     | 2015         | François Cuchet       | DVG                 | Maire d'Arvillard (2001-2014)                                                                                    |
| Les données manquantes sont à compléter. |              |                       |                     | |

### Conseillers d'arrondissement (1861-1940)
| Période                                  | Période      | Identité                       | Étiquette | Qualité |
| ---------------------------------------- | ------------ | ------------------------------ | --------- | --- |
| 1861                                     | 1864         | Jean-Baptiste Obry (1801-1889) |           | Géomètre à La Rochette                                                                                      |
|                                          |              |                                |           | |
| 1871                                     |              | François Dijoud                |           | Docteur en médecine, La Croix-de-la-Rochette                                                                |
|                                          |              |                                |           | |
| 1910                                     |              | Louis Bernard                  | Radical   | Propriétaire à La Rochette                                                                                  |
|                                          |              |                                |           | |
| 1922                                     | 1928         | François Neyret                | SFIO      | Limonadier à La Rochette                                                                                    |
| 1928                                     | 1936 (décès) | Joseph Dijoud                  | Radical   | Adjoint au maire de La Rochette                                                                             |
| 14 juin 1936                             | 1940         | Charles Gianinaz               | Radical   | Minotier, conseiller municipal de La Rochette                                                               |
| 1940                                     |              |                                |           | Les conseils d'arrondissement ont été suspendus par la loi du 12 octobre 1940 et n'ont jamais été réactivés |
| Les données manquantes sont à compléter. |              |                                |           | |

## Démographie
| 1982  | 1990  | 1999  |
| ----- | ----- | ----- |
| 5 967 | 6 204 | 6 556 |